# Micrutalis nigrolineata
Micrutalis nigrolineata är en insektsart som beskrevs av Carl Stål. Micrutalis nigrolineata ingår i släktet Micrutalis och familjen hornstritar. Inga underarter finns listade i Catalogue of Life.